# 李珍錫
李 珍錫（イ・ジンソク、1991年9月1日 - ）は、韓国出身のラグビー選手。

## プロフィール
- ポジションはロック(LO)。
- 身長 190cm、体重 109kg
- ニックネームはジンソック。
- 韓国代表に選ばれたことがある[2]。

## 来歴
檀国大学、ポスコを経て、2017年、NECグリーンロケッツに加入。同年9月23日に行われたジャパンラグビートップリーグ第5節の宗像サニックスブルース戦に先発出場で日本での公式戦初出場を果たす。
2019年、ヤマハ発動機ジュビロに加入。
2020年、ヤマハ発動機ジュビロを退団した。